# 메트로레이
메트로레이(스페인어: Metrorrey)는 멕시코 몬테레이의 도시철도 시스템이다. 첫 번째 노선은 1991년 4월 25일에 대중에게 공개되었고 17개 역을 운영하고 있다. 현재 이 시스템은 3개 노선을 따라 50대의 고상 전기 열차를 운행하고 있으며, 40km(25마일) 노선에 40개 역이 있다.